# Остапово (Ивановская область)
Оста́пово — деревня в Шуйском районе Ивановской области России. Центр Остаповского сельского поселения Шуйского района.

## География
Расположено в центральной части Шуйского района, в 1,5 км к юго-востоку от города Шуя, на объездном участке трассы Р152. 
Улицы Зелёная, Промышленная, Центральная. Три многоквартирных дома.

## История
По преданиям, деревня названа в честь сына помещика по имени Остап. Бурный рост деревни пришёлся на 1953 год в связи со строительством рабочего поселка. Первые многоэтажные дома и предприятия ПМК-6 и «Сельхозтехника» появились в 1970-е годы. Детский сад открыт в 1973 году.

## Инфраструктура
Проведено центральное отопление, есть водопровод, канализация, детский сад «Теремок».

## Экономика
В деревне расположены предприятия деревообработки и металлообработки, по ремонту и техническому обслуживанию машин для сельского хозяйства, предприятия оптовой торговли.

## Население
| 1859 | 1905 | 2010 |
| ---- | ---- | ---- |
| 144  | ↘128 | ↗809 |